# Милк (река)
Милк (енгл. Milk River) је северноамеричка река која протиче кроз јужни део канадске провинције Алберта и кроз северне делове америчке савезне државе Монтана. Најзначајнија је лева притока реке Мисури.
Настаје спајањем река Саут и Мидл Форкс у северозападној Монтани, у округу Глејшер, 34 км северно од варошице Браунинг. У горњем делу тока тече ка североистоку и пролази кроз крајње јужне делове канадске провинције Алберте, где код варошице Милк Ривер скреће ка југоистоку враћајући се на територију Монтане.
Улива се у реку Мисури источно од варошице Форт Пек. 
Име је добила због беличасте боје воде која потиче од великих количина муља и глине који се налазе у њеном кориту, а који су углавном последица ерозије кртих стена на територији Алберте. 
Укупна дужина водотока је 1.173 км. Надморска висина изворишта је на 1.342 метра, ушћа на 617 метара, тако да је укупан пад 725 метара или у просеку 0,62 м/км тока. 
Површина слива је 61.642 км². Просечан проток у близини ушћа износи око 17 м³/с, максимално 1.283 м³/с. Нису ретке ситуације када у потпуности остане без воде. 